# The Wood and the Wire
Albums de Fairport Convention
Who Knows Where the Time Goes?
(1997) XXXV
(2002)
The Wood and the Wire est un album studio du groupe de folk rock britannique Fairport Convention sorti en 1999 sur le label Woodworm Records (en).
Gerry Conway remplace Dave Mattacks à la batterie. Ce n'est pas le premier album de Fairport Convention sur lequel il apparaît, puisqu'il a participé à l'enregistrement de Rosie en 1973.

## Fiche technique

### Chansons
| No  | Titre                   | Auteur                                                            | Durée |
| --- | ----------------------- | ----------------------------------------------------------------- | ----- |
| 1.  | The Wood and the Wire   | Chris Leslie (en), Nigel Stonier                                  | 4:08  |
| 2.  | The Dancer              | Chris Leslie                                                      | 4:23  |
| 3.  | Wandering Man           | Chris Leslie, Nigel Stonier                                       | 4:51  |
| 4.  | The Heart of the Song   | Peter Scrowther                                                   | 3:41  |
| 5.  | A Year and a Day        | Ric Sanders (en)                                                  | 4:14  |
| 6.  | The Game Pieces         | Chris Leslie, Nigel Stonier                                       | 4:13  |
| 7.  | Close to You            | Chris Leslie                                                      | 4:21  |
| 8.  | Still a Mystery         | Chris Leslie, Nigel Stonier                                       | 2:40  |
| 9.  | Banbury Fair            | Chris Leslie                                                      | 4:37  |
| 10. | The Lady Vanishes       | Chris Leslie, Nigel Stonier                                       | 4:52  |
| 11. | The Good Fortunes       | traditionnel arrangé par Chris Leslie et Ric Sanders              | 3:59  |
| 12. | Western Wind            | traditionnel arrangé par Fairport Convention                      | 5:07  |
| 13. | Don't Leave Too Soon    | Chris Leslie, Nigel Stonier                                       | 4:26  |
| 14. | Rocky Road / The Quaker | Steve Tilston (en) / traditionnel arrangé par Fairport Convention | 5:01  |

### Musiciens
- Simon Nicol (en) : chant, guitare
- Dave Pegg : chant, basse
- Ric Sanders (en) : violon
- Chris Leslie (en) : chant, bouzouki, mandoline, didjeridoo
- Gerry Conway : batterie, percussions

### Équipe de production
- Dave Pegg, Simon Nicol (en), Mark Tucker : producteurs
- Tristan Bryant : ingénieur du son assistant
- Mick Toole : pochette
- Bob Battersby : photographie